# Anaplectoides leucozona
Anaplectoides leucozona är en fjärilsart som beskrevs av Edward Alfred Cockayne 1952. Anaplectoides leucozona ingår i släktet Anaplectoides och familjen nattflyn. Inga underarter finns listade i Catalogue of Life.